# 중국 사회 신용 제도
사회신용시스템 ( 중국어: 社会信用体系; 한어병음: shèhuì xìnyòng tǐxì )는 중화인민공화국 정부 가 개발 중인 국가 신용 등급 및 블랙리스트이다. 사회 신용 이니셔티브에서는 기업, 개인, 정부 기관을 추적하고 신뢰성을 평가할 수 있는 기록 시스템 구축을 요구한다.   실험 중인 사회 신용 시스템에는 여러 형태가 있으며,  국가 규제 방법은 화이트리스트 (중국에서는 레드리스트라고 함)와 블랙리스트를 기반으로 한다.
시스템의 기원은 중국 정부가 특히 문서화된 기록이 부족한 농촌 개인과 중소기업을 위해 개인 은행 및 금융 신용 평가 시스템을 개발하려고 시도했던 1980년대로 거슬러 올라간다. 이 프로그램은 다른 국가의 신용 점수 시스템에서 영감을 받아 2000년대 초반에 처음 등장했다.  이 프로그램은 2009년에 지역 시험을 시작한 후 2014년에 8개 신용 평가 회사를 대상으로 전국 시험을 시작했다.
사회 신용 시스템은 중국의 기존 법적, 재정적 신용 평가 시스템을 확장한 것이다.  국가발전개혁위원회 (NDRC), 중국인민은행 (PBOC), 최고인민법원 (SPC)이 관리하는 이 시스템은 신용 평가 기능을 표준화하고 기업에 대한  및 사회적 평가를 수행하기 위해 만들어졌다. 정부 기관, 개인 및 비정부 조직.   중국 정부는 이 시스템을 통해 사회에 대한 신뢰를 높이고 식품 안전, 지적 재산권, 금융 사기 등의 분야에서 기업을 규제하는 것을 목표로 삼고 있다.
중국의 사회신용제도는 수많은 논란에 연루되어 왔다.  2023년 현재 단일한 사회신용제도나 점수는 존재하지 않는다. 사회적 신용은 금융 신용 보고, 특정 법원 명령에 따른 판결 채무자에 대한 블랙리스트, 비준수 및 준수 회사와 그 소유자를 다루는 부문별 블랙리스트 및 레드리스트를 포함하여 개인보다 기업에 더 많은 영향을 미치는 단편적인 정책 및 시스템 세트로 남아 있다. 기차나 비행기 승객의 특정 위법 행위를 기반으로 한 탑승 금지 목록, 그리고 개별 점수에 따라 보상을 제공하지만 처벌은 제공할 수 없는 자발적인 지역 프로그램이 있다.

## 역사

### 배경
사회 신용 시스템의 기원은 1990년대 초 중국에서 개인 은행 및 금융 신용 평가 시스템을 개발하려는 시도의 일환으로 거슬러 올라가며 FICO, Equifax 및 TransUnion 과 같은 서구 상업 신용 시스템에서 영감을 받았다.  신용 시스템은 개인과 소규모 기업이 재정 문서가 부족한 농촌 지역에서 재정 평가  를 용이하게 하는 것을 목표로 한다.
1999년 사업가 황웬윤(Huang Wenyun)은 국내 사업 신뢰도에 대한 부정적인 경험과 미국 사업 환경에서의 신용 관리에 대한 연구를 바탕으로 보고서를 작성했다.   당시 신용관리와 신용평가는 중국 경제에 생소한 개념이었다.   Huang은 자신의 보고서를 Zhu Rongji 총리에게 보냈고, 총리는 이를 승인했으며 1999년 8월 중국 인민은행에 즉각적인 조치를 취하도록 명령했다.   1999년 9월, 중국 사회과학원 경제 연구소는 국가 신용 관리 시스템 구축에 관한 연구 프로젝트를 시작했다.  Huang은 연구 계획에 자금을 지원하기 위해 RMB 300,000 이상을 기부했으며 미국과 유럽의 현장 조사를 후원했다.   미국에서 연구 그룹은 공정 신용 보고법(Fair Credit Reporting Act)을 포함하여 17개 미국 신용 보고 법률을 연구하고 번역을 준비했다.
2000년 1월, 중국사회과학원 연구그룹은 연구 결과를 정리하여 국가신용관리시스템(National Credit Management System) 이라는 제목의 텍스트를 작성했다.   이들 학자 중에는 사회 신용 발전에 중요한 지적 인물이 된 Lin Junyue가 있다.   Zhu 총리는 이 내용을 승인하고 10개 부처 및 위원회의 정부 인사들에게 사회 신용 관리 시스템 구축에 대한 연구를 시작하도록 지시했다.  2000년 1월 말 국무원은 Zhu의 에세이를 발표했는데, 여기서 Zhu는 중국이 "사회적 신용을 적극적으로 바로잡아야 한다"고 말했다.  2000년 3월, Zhu는 전국인민대표대회에 정부 업무 보고서를 전달했는데, 여기서 Zhu는 금융 기관 감독, 사기, 탈세 및 부채 상환의 맥락에서 사회적 신용을 바로잡아야 할 필요성에 대해 이야기했다.

### 2002년부터 2014년까지
002년 중국공산당 제16차 전국대표대회 에서 사회신용제도 구축이 공식적으로 발표됐다.  중앙 정부는 완성된 시스템이 어떤 모습일지에 대한 구체적인 비전을 개발하지 않았다.   지방 정부는 더 큰 정책 접근 방식을 안내할 수 있는 시범 계획을 개발해야 했다.
2003년 국무원은 사회신용에 대한 기본 틀과 운영 메커니즘을 5년 이내에 확립해야 한다고 밝혔다.   비록 사회신용의 재정적 측면이 비재정적 측면보다 훨씬 더 발전했음에도 불구하고 이 기간 동안 대부분의 목표는 달성되지 못했다.
빠르게 발전한 사회적 신용의 재정적 측면 중에는 신용 보고가 있었다.  : 74 2006년 3월, 중국인민은행은 금융 신용도에 관한 정보를 보유하고 2019년 기준 9억 9천만 명의 중국 국민을 대상으로 기본 금융 기록을 구축한 신용조회센터를 설립했다.  해당 기록은 금융에만 관련되며 블랙리스트 메커니즘이 없다.
2007년에는 사회신용 문제의 최고 정책 기관이었던 선도적 소그룹을 대체하여 SCS 설립을 위한 부처간 합동 회의가 설립되었다.  : 76 사회 신용 시스템의 초기 청사진은 정부 기관에 의해 2007년에 작성되었다.  사회신용제도는 또한 1978년 중국 경제 개혁 이후 급속한 경제·사회 변화로 인해 발생한 도덕적 공백 문제, 부족한 시장 감독, 소득 불평등 문제를 해결하려고 시도한다  이러한 문제로 인해 중국 사회에서는 식품 안전 스캔들, 노동법 위반, 지적 재산권 절도 및 부패 등 신뢰 문제가 대두되었다.  사회적 신용의 목적 중에는 개인의 진실성과 정직성에 관한 증진과 도덕 교육이 있다.  사회 신용 시스템의 정책은 치안 및 업무 관리 관행 모두에서 그 기원을 추적하지만  개념 자체는 전국시대 까지 거슬러 올라간다. 상양( Shang Yang )의 법가주의 능력주의 평가 및 승진 시스템은 황실에서 실행되었다. 중국 국가의 기능을 향상시키기 위한 관료제.
현대 중국 정부는 공무원이 언급할 수 있는 당안 (档案) 및 호구 (户口)와 같은 개인 및 가구에 대한 종이 기록 시스템을 유지해 왔지만 이러한 시스템은 피드백과 결과의 정도와 속도를 동일하게 제공하지 않는다. 신속하고 강력한 분석을 위해 종이 기록을 집계하는 것이 훨씬 더 어렵기 때문에 중국 시민을 통합 전자 시스템으로 사용한다.
사회 신용 시스템은 또한 2001년과 2002년( 중국 공산당 총서기 장쩌민 집권 기간) 중국 본토 전역의 특정 지역에서 처음으로 시행된 치안 전략인 그리드형 사회 관리 에서 유래했다. 2002년 장쩌민 정부는 "통일되고 개방적이며 경쟁적이고 질서 있는 현대 시장 시스템"을 촉진하기 위한 일환으로 사회 신용 시스템을 제안했다.  첫 번째 단계에서 그리드 스타일 경찰은 공안국 간의 보다 효과적인 의사소통을 위한 시스템이었다. 몇 년 안에 그리드 시스템은 사회 서비스 배포에 사용되도록 조정되었다. 그리드 관리는 당국에 그룹 수준의 상황 인식을 향상시켰을 뿐만 아니라 개인에 대한 추적 및 모니터링도 강화했다.   2018년에 사회학자 장리판 (Zhang Lifan) 은 오늘날 중국 사회는 여전히 신뢰가 부족하다고 설명했다. 사람들은 자신이 결백 하더라도 사기를 당 하거나 곤경에 처할 것이라고 예상하는 경우가 많다. 그는 친구와 가족이 의도적으로 서로 싸우고 수백만 명의 중국인이 살해된 문화대혁명 때문이라고 믿는다. 사회 신용 시스템의 명시된 목적은 중국인들이 서로를 다시 신뢰하도록 돕는 것이다. 사회적 신용의 한 가지 초점은 법원 명령의 보다 효과적인 집행을 통해 사법 신뢰도를 구축하는 것이다.  2013년 중국 최고인민법원 (SPC)은 약 32,000명의 이름으로 채무자 블랙리스트를 작성하기 시작했다. 이후 이 목록은 국영 언론에 의해 국가 사회 신용 시스템을 향한 첫 번째 단계로 설명되었다.   SPC의 블랙리스트는 법원 명령(일반적으로 벌금을 내거나 대출금을 상환하라는 법원 명령)을 준수할 능력이 있음에도 불구하고 이를 거부하는 중국 시민과 기업으로 구성된다.  최고인민법원 판결 불이행자 블랙리스트 포털에서 온라인으로 호스팅되며 해당 정보는 Credit China 및 국가기업신용정보홍보시스템과 공유된다.  SPC는 또한 민간 기업과 협력하기 시작했다. 예를 들어, Sesame Credit은 벌금을 체납한 사람들로부터 신용 포인트를 공제하기 시작했다.
2004년부터 2014년까지 사회 신용 시스템에 대한 제도적 열의가 상당했지만, 신용 보고 계획(협소하게 정의됨)과 규제 목표(보다 모호하게 정의됨)의 관계로 인해 발생하는 계획의 어려움으로 인해 구현에 부정적인 영향을 받았다. 중앙 조정이 부족하여 제도적 병목 현상이 발생했다.

### 2014년부터 2020년까지
국무원은 사회 신용 발전을 가속화하기 위해 2014년에 사회 신용 시스템 구축 계획 개요(2014-2020)를 발표했다. 계획 개요는 사회 신용 시스템을 개발하려는 중국의 접근 방식에서 중요한 단계였다. 2014년 계획개요 이전에는 상위 정책 문서(2007년 발행)가 단 하나뿐이었다.  계획 개요 이후 국무원은 매년 새로운 지침을 발표했다.
계획 개요는 주로 상업, 정부 업무, 사회적 청렴성 및 사법 신뢰성의 경제 활동에 중점을 두었다.  2020년까지 달성할 광범위한 목표를 설정했다. (1) 상벌 메커니즘이 완전히 효과적이어야 한다. (2) 사회 전체를 포괄하는 기본 신용 조사가 확립되어야 하며, (3) 신용 감독 메커니즘이 확립되어야 한다., (4) 신용 서비스 시장이 잘 작동해야 하며, (5) 근본적인 사회 신용 법률, 규정, 표준이 확립되어야 한다.
2015년에 중국 인민은행은 8개 회사에 사회 신용 시스템 시험을 시작하도록 허가했다. 이들 8개 회사 중에는 Sesame Credit ( Alibaba 그룹 소유, Ant Financial 운영), Tencent, 중국 최대 차량 공유 및 온라인 데이트 서비스인 Didi Chuxing 및 Baihe.com이 각각 포함되어 있다. 일반적으로 여러 회사가 정부와 협력하여 신용 계산에 사용되는 소프트웨어 및 알고리즘 시스템을 개발했다. 사회 신용 실험을 테스트하기 위해 국가로부터 승인을 받은 민간 중국 대기업이 개발한 상업 파일럿 프로그램이다. 시범 프로그램은 지방 정부보다 더 널리 퍼져 있지만 자발적으로 작동한다. 시민들은 요청 시 언제든지 이러한 시스템을 거부하기로 결정할 수 있다. 좋은 점수를 받은 사용자에게는 신용대출 용이, 자동차 및 자전거 공유 서비스 할인, 빠른 비자 신청 또는 무료 건강 검진, 병원 우대 등의 혜택이 제공된다.
2016년 국무원은 시장 주체가 우수한 금융 신용 기록을 보유한 사람에게 우대를 제공하고 심각하게 신뢰할 수 없는 기록을 가진 사람에게 차별화된 서비스를 제공하도록 장려했다.
중국 중앙정부는 원래 사회신용시스템을 민간 기업이 운영하는 것을 고려했으나 2017년에 제3자 관리의 필요성을 인정했다. 그러나 민간 기업에 대한 라이센스는 부여되지 않았다. 2017년 중반까지 중국 정부는 시범 프로그램 중 어느 것도 공식적인 신용 보고 시스템으로 승인을 받지 않기로 결정했다. 그 이유에는 이해 상충, 정부의 통제권 유지, 개발에 참여하는 기업 간의 데이터 공유에 대한 협력 부족 등이 포함된다. 그러나 민간기업 간의 공식적인 협력 등 겉보기에 외부적인 연합에 의한 사회신용시스템의 운영도 아직 배제되지 않고 있다. 2017년 11월, Sesame Credit은 Sesame Credit 데이터가 중국 정부와 공유되었다는 사실을 부인했다. 2017년에 중국인민은행은 Baihang Credit에 3년 동안 유효한 공동 소유 라이선스를 발급했다. Baihang Credit은 전국인터넷금융협회(36%)와 기타 8개 회사(각각 8%)가 공동 소유하고 있으며, 이를 통해 국가는 새로운 상업 파일럿 프로그램의 생성을 통제하고 감독할 수 있다. 2018년 중반 현재 공식적인 구현 없이 파일럿 계획만 테스트되었다.
민간 기업들은 또한 지방 수준의 사회 신용 시스템을 위한 기본 인프라를 구축하기 위해 지방 정부와 계약을 체결했다. 2017년 3월 기준으로 137개의 상업 신용 보고 회사가 중국 시장에서 활동하고 있다. 사회 신용 시스템 개발의 일환으로 중국 정부는 제3자 중국 신용 평가 시스템의 진행 상황을 모니터링해 왔다. 결국 중국 정부는 민간 개발 신용 평가 시스템에 대한 지원을 중단했으며 이러한 파일럿 프로젝트는 기업 충성도 프로그램으로 남았다.
2017년 12월 국가발전개혁위원회 와 중국 인민은행은 사회 신용 시스템을 기능적이고 효율적으로 구현하는 데 필요한 단계를 보여주는 "모델 도시"를 선택했다. 그중에는 항저우, 난징, 샤먼, 청두, 쑤저우, 쑤첸, 후이저우, 원저우, 웨이하이, 웨이 팡, 이우, 롱청 등이 있다. 이 파일럿 프로그램은 "블랙리스트 및 '레드리스트'" 처리, "신용 공유 플랫폼" 생성 및 "다른 도시와의 데이터 공유 노력"에 성공한 것으로 간주되었다.2018년에는 국영 언론이 전국적인 사회 신용 시스템을 구축하기 위한 첫 번째 단계로 묘사한 시민에게 일부 제한이 가해졌다.
지방 정부의 사회 신용 시스템 실험은 상업용 파일럿에 사용되는 고급 등급 시스템과 달리 투명한 규칙 기반 시스템 구축에 더 중점을 두고 있다. 시민들은 종종 초기 점수로 시작하며, 점수는 자신의 행동에 따라 추가되거나 차감된다. 각 작업에 대한 특정 포인트 수는 공개적으로 사용 가능한 카탈로그에 나열되어 있는 경우가 많다. 도시에서는 또한 지역이 상급자에게 점수를 보고할 책임이 있는 점수 기록원을 결정하는 다단계 시스템을 실험했다. 일부 실험에서는 시민들이 자신에게 부여된 점수에 대해 항소할 수도 있었다.
2019년 7월 NDRC 대변인은 기자회견에서 "개인 신용 점수는 신뢰성에 대한 인센티브와 결합될 수 있지만 처벌에는 사용될 수 없다"고 밝혔다.
홍콩 정부는 2019년 7월 홍콩에서 사회 신용 시스템이 시행될 것이라는 주장은 "전적으로 근거가 없다"고 밝혔으며 홍콩에서는 시스템이 시행되지 않을 것이라고 밝혔다.
2019년 NDRC 고위 관계자는 세금 사기 혐의로 블랙리스트에 오른 사람 중 10% 이상이 세금을 납부했고, 신용 불량률이 22.7% 감소했으며, 블랙리스트에 오른 기업의 비율이 감소했다고 밝혔다. 이들 관계자는 “놀라운 결과”라고 평가했다.

### 2020년~현재
2020년 최고인민법원은 전국적으로 블랙리스트에 오른 판결 불이행자 총 751만명이 법적 의무를 이행하여 판결 불이행자 블랙리스트에서 제외되었다고 발표했는데, 이는 해당 날짜 기준으로 블랙리스트에 오른 판결 불이행자의 절반에 해당한다.
코로나19으로 인해 사회적 신용의 다양한 측면이 수정되었다.  2020년 2월 1일, 중국 인민은행은 팬데믹으로 피해를 입은 사람들의 신용 기록에 주택담보대출 및 신용카드 지불을 포함하는 것을 일시적으로 중단할 것이라고 발표했다.  세서미크레디트 등 민간 금융신용평가회사들이 금융신용등급을 정지했다.   여러 도시에서는 단순화된 행정 절차, 정책 지원 증가 또는 재정적 지원 증가와 같은 혜택을 통해 자금 및 물품을 기부하는 사람들에 대한 재목록 작성을 포함한 조치를 통해 기업이 전염병 구호를 제공하도록 장려하는 메커니즘을 확립했다.  사회적 신용 집행 측면에서, 지방과 시에서는 가격 인상, 의사에 대한 폭력, 의약품 위조, 전염병 예방 조치 준수 거부, 야생동물 거래 위반에 대해 무거운 처벌을 강조하는 규정을 공포했다. 2020년 NDRC의 도시 신용 상태 모니터링 및 조기 경고 지표 의 권리 보호 지표는 도시가 적절한 기간 내에 처리되는 투명한 신용 복구 절차를 확립해야 함을 강조했다.  또한 정부 청원, 재산세 미납, 적신호 주행(기타 나열된 예 중에서)과 같은 개인 행동이 개인의 신용 기록에 포함되어서는 안 된다는 점을 언급하면서 도시에서는 신용 개념이 지나치게 일반화되는 것을 방지해야 한다고 강조했다.
국무원은 2020년 11월에 장기적으로 영향을 미치는 불신뢰 억제 시스템 및 신용 가치 구축 메커니즘 구축에 대한 지침 의견을 발표했다. 지침 의견 의 핵심 메시지는 새로운 블랙리스트가 임시적으로 생성되어서는 안 되며, 충분한 합의 없이 정책 영역에 사회적 신용을 적용해서는 안 된다는 것이었다.  신용회복 절차를 개선해야 하며, 블랙리스트는 심각한 피해가 발생한 경우에만 사용해야 하며, 정보 보안과 개인정보 보호가 우선시되어야 한다고 명시했다.
2021년 11월 유엔교육과학문화기구 (UNESCO)는 AI 윤리에 관한 권고안을 채택했다. 권고 사항 중에는 "AI 시스템을 사회적 점수 매기기나 대규모 감시 목적으로 사용해서는 안 된다"는 것이 있다.  중국은 이 문서의 서명국이다. 공개 논평을 제출한 후, 중국은 2021년 12월에 신뢰성 없음에 대한 국가 기본 처벌 조치 목록 과 국가 공공 신용 정보 목록을 발표했다.  국가 디렉터리(National Directory)는 사회적 신용 벌금 또는 보상의 기초로 수집하거나 사용할 수 있는 신용 정보 유형에 대한 제한을 설정한다.  이는 (1) 고려하기에 적합한 정보, (2) 위반 상황이 심각한 경우에만 고려할 수 있는 위반 정보, (3) 결코 포함할 수 없는 정보의 세 가지 범주의 데이터를 설명한다. 사회적 신용.   고려해야 할 적절한 정보에는 사법 판결 집행, 행정 위반 등에 대한 정보와 신뢰할 수 있는 행동에 대한 긍정적인 인식이 포함된다.   위반 상황이 심각한 경우에만 적절한 정보에는 소액 지불 연체 또는 대중교통 요금 회피가 포함된다.  국가 목록(National Directory)은 종교적 선호나 정부 청원 활동과 같은 개인 정보를 고려하는 것을 금지한다.
2021년 12월 국가 목록 의 목적은 처벌 조치를 더욱 표준화하는 것이다.  이는 행정 기관이 국가 차원의 법률 및 규정에 규정된 것 이상으로 처벌을 확대할 수 없음을 명시한다. 국무원은 2022년 지침에서 "국가의 경제 및 사회 활동을 제한하는 어려움, 병목 현상, 고통스러운 점을 해결하기 위해 신용 개념과 방법을 사용하는 혁신적인 방법을 적극적으로 모색할 것"이라고 밝혔다. 2022년 11월 14일, NDRC는 사회 신용 시스템 구축에 관한 법률 초안을 발표했다.  학계 Vincent Brussee에 따르면, 초안은 "전 세계 SCS 관찰자들에게 매우 불만족스러웠다. 시스템의 많은 최근 문서 중 하나에서 아직 규제되지 않은 내용을 규정하지 않았다. 초안은 복사하여 붙여넣은 비트로 구성되었다."2022년 현재 지방정부에서는 62개 이상의 다양한 사회신용시스템 시범 프로그램을 시행했다.  시범 프로그램은 2014년 중국 당국이 '사회 신용 시스템 구축을 위한 계획 개요'를 발표한 이후 시작되었다. 정부는 '신뢰할 수 있는' 행동과 '신뢰할 수 없는' 행위에 대한 보상 및 처벌의 공동 시행에 관한 부처 간 합의"를 정기적으로 게시하도록 요청함으로써 이러한 정부 파일럿의 생성 및 개발을 감독한다.일부 보고서에서는 사회적 신용이 인공지능 (AI)에 의해 강화될 것이라고 밝혔지만 2023년 현재 처벌 결정은 AI가 아닌 인간에 의해 이루어졌으며 디지털화는 여전히 제한적이었다.   지방 정부를 위한 신용 시스템은 아직 개발되지 않았으며 항공사가 운영하는 것과 같은 인센티브 충성도 프로그램과 유사하다.  참여는 전적으로 자발적이며 사소한 보상에 대한 접근 권한을 잃는 것 이상의 유혹은 없다. 과도한 접근과 반발을 두려워하여 중국 중앙 정부는 낮은 점수와 경범죄에 대한 처벌을 금지했다.  도시 시범 기간 동안 파일럿 프로그램의 참여는 제한적이었다.  시범 프로그램 도시에 살고 있는 많은 사람들은 프로그램에 대해 알지 못한다.  샤먼 에서는 210,059명의 사용자가 사회 신용 계좌를 활성화했는데, 이는 샤먼 인구의 약 5%에 해당한다. 우후 인구의 1.5%인 60,000명이 이 시스템에 참여했다. 항저우에는 1,872,316명(15%)의 참가자가 있으며 정기적으로 시스템을 사용하는 사람은 더 적는다. 점수 기준과 메커니즘이 다르기 때문에 점수는 도시 간에 공유되지 않는다. 2023년까지 대부분의 민간 사회 신용 이니셔티브는 중국인민은행에 의해 폐쇄되었으며 대부분의 지역 채점 시범 프로그램에 대한 규제가 단속되었다.

## 조직
중국의 사회적 신용은 법률, 규정, 계약을 포함한 법적 의무를 집행하려는 광범위한 정책 범주이다.  사회적 신용 자체가 새로운 제한을 가져오는 것은 아니다. 기존 제한 사항의 구현을 늘리는 데 중점을 둔다.  중국에는 다양한 사회 신용 시스템이 있으며, 그 중 일부는 국가가 설계하고 운영하는 반면 다른 일부는 민간 기업이 운영한다.  사회 신용에 대한 중국 정부의 접근 방식은 여러 기관에서 발행한 다양한 문서에 설명되어 있다.  통합 시스템이 없다.   통일된 접근 방식을 제시하는 포괄적인 문서도 없다.   일반적으로 사회적 신용에 대한 다양한 접근 방식은 디지털화, 데이터 수집 및 데이터 중앙화 증가라는 주제로 통합된다.
기업이나 개인에 대한 통합된 숫자 신용 점수는 없으며, 오히려 국가 및 지역 플랫폼은 서로 다른 평가 또는 평가 시스템을 사용한다.   다양한 파일럿 프로그램과 단편적인 시스템 구조의 차이로 인해 채점 메커니즘에 관한 정보가 충돌하는 경우가 많다.   FICO 에서 영감을 받아  금융 회사나 지역화된 계획에서 개발한 특정 파일럿 프로그램을 통해 개인의 행동과 활동으로 계산된 수치적 사회 신용 점수가 시민들에게 제공되었다.   그러나 이러한 관행은 널리 적용되지 않았으며 결국 수치 점수 메커니즘은 민간 신용 등급 및 충성도 프로그램으로 제한되었다.   민간 개입은 결국 정부에 의해 포기되었다.
이 시스템에는 위반자에 대한 제재가 포함된다. 과거에는 하나의 감독기관이나 법원에서 가해자를 처벌했지만, 이제는 여러 기관으로부터 제재를 받게 되어 그 효과가 크게 높아지고 있다. 제재는 심각하지만 일부 기업과 개인에게만 영향을 미친다. 이러한 처벌과 블랙리스트를 국영 언론과 기타 기관을 통해 공개함으로써 억제 효과를 창출하려는 목적이다.
사회적 신용은 중국의 "최상위 디자인"(顶层设计) 접근 방식의 한 예이다. 중앙종합심화개혁위원회 가 이를 조직한다.  중국 정부가 언급하는 사회적 신용은 일반적으로 두 가지 다른 개념을 포괄한다. 첫 번째는 개인과 기업의 금융 이력을 문서화하고 향후 대출금을 얼마나 잘 갚을 수 있는지에 대해 점수를 매기는 "전통적인 금융 신용도"이다. 두 번째 개념은 정부가 '사회에 대한 신뢰'를 높여야 한다고 말하는 '사회적 신용도'이다. 그리고 그러한 신뢰를 구축하기 위해 정부는 부패, 사기꾼, 탈세, 상품 위조, 허위 광고, 오염 및 기타 문제가 되는 문제를 퇴치하고 개인과 기업이 그러한 위반에 대해 책임을 지도록 하는 메커니즘을 만들 것을 제안했다.
중국의 사회적 신용은 법률, 규정, 계약을 포함한 법적 의무를 집행하려는 광범위한 정책 범주이다.  사회적 신용 자체가 새로운 제한을 가져오는 것은 아니다. 기존 제한 사항의 구현을 늘리는 데 중점을 둔다.  중국에는 다양한 사회 신용 시스템이 있으며, 그 중 일부는 국가가 설계하고 운영하는 반면 다른 일부는 민간 기업이 운영한다. 사회 신용에 대한 중국 정부의 접근 방식은 여러 기관에서 발행한 다양한 문서에 설명되어 있다.  통합 시스템이 없다.   통일된 접근 방식을 제시하는 포괄적인 문서도 없다.   일반적으로 사회적 신용에 대한 다양한 접근 방식은 디지털화, 데이터 수집 및 데이터 중앙화 증가라는 주제로 통합된다.
기업이나 개인에 대한 통합된 숫자 신용 점수는 없으며, 오히려 국가 및 지역 플랫폼은 서로 다른 평가 또는 평가 시스템을 사용한다.   다양한 파일럿 프로그램과 단편적인 시스템 구조의 차이로 인해 채점 메커니즘에 관한 정보가 충돌하는 경우가 많다.   FICO에서 영감을 받아  금융 회사나 지역화된 계획에서 개발한 특정 파일럿 프로그램을 통해 개인의 행동과 활동으로 계산된 수치적 사회 신용 점수가 시민들에게 제공되었다. 그러나 이러한 관행은 널리 적용되지 않았으며 결국 수치 점수 메커니즘은 민간 신용 등급 및 충성도 프로그램으로 제한되었다.   민간 개입은 결국 정부에 의해 포기되었다.
이 시스템에는 위반자에 대한 제재가 포함된다. 과거에는 하나의 감독기관이나 법원에서 가해자를 처벌했지만, 이제는 여러 기관으로부터 제재를 받게 되어 그 효과가 크게 높아지고 있다. 제재는 심각하지만 일부 기업과 개인에게만 영향을 미친다. 이러한 처벌과 블랙리스트를 국영 언론과 기타 기관을 통해 공개함으로써 억제 효과를 창출하려는 목적이다.
사회적 신용은 중국의 "최상위 디자인"(顶层设计) 접근 방식의 한 예이다. 중앙종합심화개혁위원회 가 이를 조직한다.  중국 정부가 언급하는 사회적 신용은 일반적으로 두 가지 다른 개념을 포괄한다. 첫 번째는 개인과 기업의 금융 이력을 문서화하고 향후 대출금을 얼마나 잘 갚을 수 있는지에 대해 점수를 매기는 "전통적인 금융 신용도"이다. 두 번째 개념은 정부가 '사회에 대한 신뢰'를 높여야 한다고 말하는 '사회적 신용도'이다. 그리고 그러한 신뢰를 구축하기 위해 정부는 부패, 사기꾼, 탈세, 상품 위조, 허위 광고, 오염 및 기타 문제가 되는 문제를 퇴치하고 개인과 기업이 그러한 위반에 대해 책임을 지도록 하는 메커니즘을 만들 것을 제안했다.

### 개념화
학자들은 네 가지 유형의 시스템을 개념화했다. 이 네 가지 시스템은 서로 연결되어 있지 않지만 자체 관할권, 규칙 및 논리로 인해 서로 상대적으로 독립적이다.
사업신뢰시스템( 중국어: 商务诚信体系 )
신용이 없는 비즈니스 조직을 위한 블랙리스트 시스템. 본 시스템은 중국인민은행 금융신용평가제도와 상업신용평가제도의 규제를 받는다.
정부신뢰시스템( 중국어: 政务诚信体系 )
공무원 및 정부기관을 대상으로 한 평가시스템이다.
사회적 신뢰 시스템( 중국어: 社会诚信体系 )
신용이 없는 개인을 위한 블랙리스트 시스템. 사회적 신뢰 시스템은 중국의 대규모 감시 시스템 과 가장 밀접하게 관련되어 있다.
사법 공신탁제도( 중국어: 司法公信体系 )
판결 불이행자를 위한 블랙리스트 시스템. 이 시스템은 최고인민법원의 규제를 받는다.
2023년 현재 정부는 개인보다는 주로 기업 평가에 초점을 맞춘 시스템만 만들었고, 여러 정부 기관으로부터 기업 규정 준수 데이터를 수집하는 데이터베이스로 구성됐다. 베이징에 본사를 둔 컨설팅 회사인 Trivium China의 기술 정책 연구 책임자인 Kendra Schaefer는 미국 정부의 미중 경제 안보 검토 위원회 보고서에서 이 시스템을 "IRS, FBI, EPA와 거의 동일하다"고 설명했다., USDA, FDA, HHS, HUD, 에너지부, 교육부 및 미국의 모든 법원, 경찰서 및 주요 유틸리티 회사가 단일 플랫폼에서 규제 기록을 공유한다.”  이 데이터베이스는 "Credit China"라는 새로 만들어진 웹사이트에서 중국 시민이라면 누구나 공개적으로 접근할 수 있다. 데이터베이스에는 승인된 로봇 제작 회사 목록, 보험 사기를 저지른 병원, 합법적인 것으로 간주되는 대학, 법원 판결을 불이행한 개인 목록과 같은 무작위 정보도 포함되어 있다.

## 구현
사회적 신용 자체가 새로운 제한을 가져오는 것은 아니다. 기존 제한 사항의 구현을 늘리는 데 중점을 둔다.   중국 정부는 2014년 2020년까지 전국적인 사회신용제도를 시행하겠다고 발표했지만, 2023년 현재 본격적인 시스템은 존재하지 않는다.
사회적 신용의 구현은 주로 시장 행동에 초점을 맞추고 있다.  2023년 기준으로 연간 약 1%의 기업과 0.3%의 개인이 사회신용 관련 과태료를 받고 있다.

### 금융 신용 보고
기업과 개인을 위한 국가 금융 신용 보고는 중국 인민은행에서 제공하며 수치 점수를 부여하지 않는다.

### 레드리스트
레드리스팅 관행은 모범적인 개인 행동이나 비즈니스 규정 준수를 장려하기 위해 노력한다.   레드리스트 관행은 매우 다양하며 레드리스트를 자세히 다루는 최상위 규정이나 지침은 없다.   재상장 기업이 얻는 가장 일반적인 이점은 관리 부담 감소 또는 절차 단순화이다.  기업을 레드리스트에 올리는 정부 논리의 일부는 규제 기관이 규정 준수 기록이 더 나쁜 기업에 집중할 수 있는 능력을 촉진한다는 것이다.  레드리스트에 오른 개인은 주차비 및 대중교통 할인, 관광지 입장권 할인 등의 혜택을 받을 수 있다.
블랙리스트 작성은 숫자 점수가 아닌 구체적인 위법 행위 사례를 기반으로 한다.  중앙정부는 다양한 위반 유형을 토대로 다수의 국가 및 지역 블랙리스트를 운영하고 있다. 기업, 조직 및 개인은 법원 시스템을 통해 위반 사항에 대해 항소할 수 있다. 2019년 기준으로 블랙리스트에서 제외되기까지 보통 2~5년이 소요되지만, 블랙리스트에 등록된 자가 '법적 의무나 구제조치를 이행'한 경우 조기 삭제도 가능하다.
블랙리스트에는 세 가지 주요 유형이 있다: (1) 판결 불이행자 블랙리스트, (2) 부문별 블랙리스트, (3) 비행 금지/승차 금지 목록.   블랙리스트에 추가되기 전에 개인이나 회사는 결정과 이에 대한 법적 근거를 통보받아야 한다.   블랙리스트는 공개될 수 있지만 적어도 2023년 현재 이를 위한 통일된 방법은 없다.  일부 블랙리스트 포털은 온라인으로 검색할 수 있지만 다른 포털은 PDF 또는 이미지 파일로 업로드된다.  블랙리스트에 오른 당사자는 인터넷, 신문, TV 등 공개 장소에 표시되는 경우가 있다.

#### 부문별 블랙리스트
많은 부문별 블랙리스트가 존재하며 다양한 규제 및 행정 기관에 의해 관리된다.  기본적으로 이러한 블랙리스트에 포함되는 것에 대한 처벌은 행정 절차 및 정부와의 상호 작용에 대한 재량적 제한이다.  예를 들어, 규제 당국은 부문별 블랙리스트에 있는 기업의 공공 조달 참여를 제외하거나, 정부 자금이나 보조금을 취소하거나, 허가를 취소하거나 자격이나 인증을 취소하거나, 회사채 발행을 제한할 수 있다.  처벌은 임시적으로 개발될 수 없으며 대신 국가 수준의 법률 및 규정에 기초해야 한다.  부문별 블랙리스트에 포함되면 위반 회사뿐만 아니라 법적 대리인, 회사 고위 경영진, 회사를 블랙리스트에 올린 위반에 직접 책임이 있는 직원 모두에게 처벌이 부과될 수 있다.  개인이나 회사가 부문별 블랙리스트에 포함되면 여러 정부 기관에서 제한을 가할 수 있다.   대중이 부문별 블랙리스트를 사용할 수 있다는 것은 잠재적인 비즈니스 파트너가 그에 따라 행동하고 블랙리스트에 오른 회사와의 거래를 거부할 수 있음을 의미한다.

#### 비행 금지 및 탑승 금지 목록
탑승 금지 목록 또는 비행 금지 목록에 포함되는 것은 기차나 비행기에서의 특정 위법 행위로 인해 발생한다.   탑승 금지 또는 비행 금지 목록에 포함되는 위법 행위에는 안전 규정 위반, 다른 승객이나 운송 직원 괴롭히기, 흡연, 표절 표절, 위조 표 사용 등이 포함될 수 있다.   목록에 포함되면 지정된 기간(보통 6~12개월) 동안 새 티켓을 구매하는 것이 금지된다. 이는 탑승 금지 또는 비행 금지 목록에 따른 유일한 처벌이며 이러한 블랙리스트에 포함되어도 다른 생활이나 비즈니스 영역에는 영향을 미치지 않는다.
2018년 5월까지 블랙리스트에 오른 사람들의 수백만 항공편 및 고속 열차 여행이 거부되었다.  2019년 6월 중국 국가발전개혁위원회에 따르면, 2,682만 장의 항공권과 596만 장의 고속철도 티켓이 '신뢰할 수 없는'(失信) 것으로 간주되고(블랙리스트에 등록됨) 사람들에게 거부되었다. 437만 명의 "부정직한" 사람들이 법이 요구하는 의무를 이행하기로 결정했다.   2019년 7월에는 블랙리스트 대상자에게 추가로 항공권 256만장, 고속철도 티켓 9만장이 거부됐다.
비행 금지 목록은 중국 민간 항공국 에서 관리한다.   탑승 금지 목록은 미국 철도청 에서 관리한다.

#### 블랙리스트 제거 절차
블랙리스트 결정이 발효된 후 블랙리스트에 오른 당사자는 신용 복구를 신청할 수 있다.  위반자는 신용회복 과정을 통해 근본적인 위반의 영향을 시정하고 향후 법률 및 규정을 준수할 것을 약속한다.  신용 회복을 받는 회사는 일반적으로 위반 사항을 시정했다는 증거를 제공해야 한다.  회사는 또한 법률 및 규정을 준수하고, 계약을 준수하며, 향후 위반 시 더 엄격한 처벌을 받기로 약속하는 신용 서약에 동의해야 할 수도 있다.  당국이 신용회복 요청을 승인하면 위반자는 블랙리스트에서 제외되고 처벌도 종료된다.

### 기업용
사회 신용 시스템은 중국 시장에 대한 신뢰 부족 문제에 대한 답을 제공하기 위한 것이다. 2020년 기준 , 이 제도의 기업규제 기능은 다른 제도에 비해 고도화되어 있는 것으로 보이며, '기업사회신용제도'가 정부의 주요 관심 대상이 되어 왔다.  2020년 기준 2014년 이후 단속 조치의 73.3% 이상이 기업을 대상으로 하고 있으며, 이는 모든 단속 중 가장 큰 부분을 차지하며, 매년 전체 기업의 약 1~2%가 시스템에 의해 제재를 받았다.
기업의 경우 사회 신용 시스템은 시장 규제 메커니즘의 역할을 한다. 목표는 기업이 "자제"(企业自我约束)를 행사하는 빅데이터를 기반으로 자율적인 규제 체제를 구축하는 것이다. 기본 아이디어는 기능적 신용 시스템을 갖춘 기업이 불만을 품은 직원, 고객 또는 고객에 의해 점수가 낮아지는 것을 방지하기 위해 정부 정책 및 규정을 준수한다는 것이다.  예를 들어, 중앙 정부는 사회 신용 데이터를 사용하여 중소기업(SME)에 위험 평가 보조금 및 대출을 제공함으로써 은행이 중소기업에 더 많은 대출 접근성을 제공하도록 장려할 수 있다.
현재 예상한 대로 신용 점수가 좋은 기업은 좋은 신용 상태, 낮은 세율, 맞춤 수표 감소,  더 많은 투자 기회 등의 혜택을 누릴 수 있다. 신용 점수가 나쁜 기업은 잠재적으로 신규 대출, 높은 세율, 투자 제한, 공적 자금 지원 프로젝트 참여 기회 감소 등 불리한 조건에 직면하게 된다.  정부 계획에는 기업 활동에 대한 실시간 모니터링도 포함된다. 이 경우 기업 측의 위반으로 인해 거의 즉시 점수가 낮아질 수 있다. 그러나 실제로 이러한 일이 발생할지 여부는 시스템의 향후 구현 여부와 이러한 종류의 모니터링에 필요한 기술의 가용성에 따라 달라진다.
신용 점수를 높이려면 기업이 코로나19 방역 지침을 따르는 등 정부 규칙을 준수해야 한다.

### 정부 기관용
정부 기관은 2020년 기준 처벌의 13.3%를 차지하여 두 번째로 많은 집행 조치를 받았다. 전체 정부 기관의 0.1% 미만이 매년 시스템의 승인을 받은 반면  사회 신용 시스템은 정부 기관을 대상으로 하며 지방 정부의 성과를 평가하고 지방 정부의 부채 및 계약 불이행과 같은 재정 문제에 중점을 둔다.  중앙 정부는 이 시스템이 "정부 자율"을 향상시킬 수 있기를 바라고 있다.  지방자치단체도 중앙정부의 명령을 성공적으로 이행하고 따를 경우 사회신용제도를 통해 격려와 보상을 받는다.
2020년 현재 개인은 모든 집행 조치의 10.3%를 받으며, 매년 전국 인구의 약 0.15%~0.3%에 영향을 미친다.  개인과의 사회 신용 시스템 거래는 개인 시민의 재정적 신뢰성에 중점을 둔다. 개인과의 시스템 거래는 주로 부채 상환에 초점을 맞추고 있지만, 주요 법률 위반도 제재를 받았다. 주요 초점 중 하나는 빚을 갚을 수 있지만 빚을 갚지 않기로 결정한 사람들을 가리키는 문구인 부채 회피자( laolai )이다.  라오라이 블랙리스트는 최고인민법원이 관리한다. 부정직하고 사기적인 금융 행위외에도 시끄러운 음악을 틀거나 고속철 에서 식사를 하는 행위,  무단횡단, 빨간불과 같은 교통법규를 위반하는 행위, 등 여러 가지 행위를 공식적으로 신용등급에 부정적인 요인으로 기재하자는 제안이 일부 도시에서 있었다. 경미한 위반,   식당이나 호텔 예약을 하고도 나타나지 않는 것,  개인 쓰레기를 올바르게 분류하지 않는 것,  타인의 대중교통 신분증을 부정하게 사용하는 것,  등; 반면, 헌혈, 자선 단체 기부, 지역 사회 봉사 활동, 소셜 미디어를 통한 정부 노력 칭찬 등 신용 등급의 긍정적인 요소로 나열된 행동을 포함한다.   그러나 디지털화된 행정문서에 주로 의존하는 시스템으로 인해 행동 데이터를 시스템에 통합하려는 초기 노력은 주로 폐기되었다.
채무자에 대한 처벌은 다양하다. 체납 채무자는 중국 법원이 관리하는 블랙리스트에 올라 국가의 출입국 검문소를 통제하는 공안부 와 공유된다. 미결제 채무가 있는 개인은 채무 추심을 장려하거나 강제하는 방법으로 출국 금지 조치를 받을 수 있으며 출국이 금지될 수 있다. 파이낸셜 타임스(Financial Times) 에 따르면 2017년 현재 약 670만 명의 채무자가 이미 블랙리스트에 올랐으며 새로운 정책으로 인해 출국이 금지되었다.
높은 점수를 받으면 향후 보상에는 대출 및 일자리에 대한 더 쉬운 접근이 포함될 수 있으며 관료적 서류 작업 중 우선 순위가 포함될 수 있다. 사회적 신용이 낮은 사람은 은행, 국유기업, 기업 임원 등의 취업이 거부될 수 있다. 중국 정부는 채용 시 지원자의 이름이 블랙리스트에 올라 있는지 확인하도록 권장하고 있다.
특정 테스트 프로그램에서는 제재를 받은 개인을 저지하기 위한 메커니즘으로 공개적인 굴욕감을 사용한다.   블랙리스트에 오른 개인의 머그샷이 건물의 대형 LED 스크린에 전시되거나 영화관에서 영화가 상영되기 전에 상영되는 경우도 있다.  블랙리스트에 오른 이들의 특정 개인정보는 의도적으로 사회에 공개되어 온라인은 물론 영화관, 버스 등 다양한 공공장소에 공개되고 있으며, 일부 시에서는 '신뢰할 수 없는' 주민의 자녀가 사립학교에 다니는 것을 금지하고 심지어는 심지어 대학.    반면, 신용등급이 높은 사람은 병원이나 정부기관에서의 대기시간 단축, 호텔 할인, 취업 제의 가능성 증가 등의 보상을 받을 수도 있다.
2019년 Freedom House의 사라 쿡(Sarah Cook)에 따르면, 사회 신용 시스템에 대한 도시 차원의 시범 프로젝트에는 파룬궁 수련자들에게 자신의 신념을 포기하도록 강요하고 위구르족을 공개적으로 신고하는 등 종교 활동 제한을 집행하는 데 있어 당국을 돕는 개인에 대한 보상이 포함되었다.라마단 기간 동안 기도하고, 금식하고, 다른 이슬람 관습을 수행하세요.

### 사회단체의 경우
2020년 현재 비정부 기관은 모든 집행 조치의 3.3%를 받는다. 비록 집행이 숫자상으로는 작은 그룹으로 남아 있지만, 이를 포함시키는 것은 중국 내에서 활동하는 외국 NGO에 영향을 미치기 때문에 중요한 의미를 갖는다.

### 시 재판 정책의 예
사회 신용 시스템에 따른 대부분의 이니셔티브에는 실제 숫자 점수가 포함되지 않으며 대신 특정 범죄에 대한 문서가 개인의 신용 프로필 에 기록된다. 단, 일부 도시와 지역 사회에서 시작한 시범 프로그램은 예외이다. 실제 정책은 도시마다 크게 다르며 참여는 자발적이다. 지역 신용 프로필은 도시 간에 공유되지 않는다.2010년대 초부터 미래의 사회 신용 시스템을 테스트하고 구축하는 데 도움이 되는 파일럿 프로그램이 여러 도시에서 시작되었다. 그러나 이러한 시범 프로그램 중 다수는 국영 언론에서 공개적으로 비판을 받았으며 진행에 실패했다.  2019년까지 중앙 당국은 '점수'가 시민을 처벌하는 데 사용될 수 없다는 공식 설명을 발표했다. 그 결과 많은 시범사업이 중단됐고, 일부 시범도시는 프로그램을 개정하기도 했다. 초기 프로그램을 포기하고 2019년에 이를 "장려 전용 계획"으로 수정한 원저우 (Wenzhou) 가 그 예이다. 또 다른 회사는 Rongcheng으로 2021년에 파일럿 프로그램을 변경하여 엄격하게 자발적이고 보상만 발행할 수 있도록 했다. MERICS( 메르카토르 중국 연구 연구소 )의 2022년 기사에 따르면 개인의 '개인 점수'를 계속 유지하는 유일한 사회 신용 시스템 프로그램은 엄격하게 긍정적인 인센티브를 발행하기 위한 것이다.  일부 정책에 따르면 점수가 높을수록 참가자는 저렴한 대중교통, 지하철 보안 검색대 단축 또는 세금 감면 혜택을 받을 수 있다.

#### 도시시정 정책의 비포괄적 사례[편집 | 원본 편집]
| 단계      | 종류 | 년도      | 정책 |
| --------- | ---- | --------- | --- |
| 도시 재판 | 사회 | 2016      | 2016년 5월 1일부터 상해 노인 거주자는 자녀 또는 다른 가족이 정기적으로 노인을 방문하지 않을 경우 소송을 제기할 수 있으며 상해 법원은 자녀 또는 다른 가족이 반드시 노인을 방문해야 한다고 판결할 수 있으며, 거부될 경우 자녀 또는 관련 가족이 블랙리스트에 오를 것이다. |
| 도시 재판 | 사회 | 2019      | 베이징 정부는 공식적으로 "개인 신용 점수"를 조사하고 시험하기 시작할 것이라고 발표했다. |
| 도시 재판 | 사회 | 2019      | 베이징에서는 시끄러운 음악을 틀거나 음식을 먹는 것을 포함한 고속 교통 시스템에서 부적절한 행동이 지역 신용 프로필에 부정적인 기록을 초래할 수 있다. |
| 도시 재판 | 사회 | 2018      | 베이징과 선전의 일부 교차로에서는 교차로에서 교통 위반자의 개인정보가 화면에 공개적으로 표시되고 향후 신용 프로필에 적신호 위반이 기록될 수 있다. |
| 도시 재판 | 사회 | 2019      | - 2019년 8월 1일부터 국가, 지방, 지방 시험에서 부정행위를 한 광저우 거주자는 신용 프로필에서 부정적인 기록을 받게 된다. - 2019년 8월 1일부터 다른 사람의 대중교통 신분증이나 가짜 신분증을 부정하게 사용하거나 다른 사람의 좌석을 점유한 광저우 주민은 신용 프로필에 부정적인 기록을 받을 수 있다. |
| 도시 재판 | 사회 | 2018-2019 | - 2019년 11월 1일부터 무단횡단, 적색등 횡단 등 교통규칙을 위반한 14세 이상 선전 거주자는 일단 적발되면 신용 프로필에 부정적인 기록을 받게 된다. 교통규칙을 위반한 14세 미만 거주자의 경우 법적 보호자가 교육과정을 수강하거나 특정 사회서비스를 이수해야 하며, 그렇지 않으면 교통법규 위반이 신용 프로필에 기록된다. - 선전시에서는 하이빔 부적절 사용, 음주운전 등 자동차나 오토바이 운전자의 교통법규 위반행위가 운전자의 신용 프로필에 기록될 수 있으며, 운전자가 1년간 교통법규 위반행위가 5회 이상이거나 미해결된 위반행위가 3회 이상인 경우에는 프로필에 부정적인 기록을 남기게 된다.                                                               |
| 도시 재판 | 사회 | 2019      | 2019년 8월 1일부터 항저우시의 폐기물 분류 규정을 준수하지 않는 개인과 단체는 신용 프로필에 부정적인 기록을 남기며 상응하는 금액의 벌금을 내야 한다. |
| 도시 재판 | 사회 | 2019      | 2019년 7월 8일부터 1년 동안 5건 이상의 교통 위반(적신호 위반 포함)을 한 전동차 운전자와 보행자는 난징에서 신용 프로필에 부정적인 기록을 받게 된다. 교차로에서 교통 위반자의 개인 정보가 화면에 공개적으로 표시되는 곳도 있다. |
| 도시 재판 | 사회 | 2016      | 쑤저우시는 2016년부터 '오스만투스 점수'를 출시했다. 온라인 비디오 게임 속 부정행위, 호텔이나 레스토랑 예약 등을 했지만 나타나지 않은 행위, 휴대폰 요금을 제때 내지 않은 행위, 주문한 테이크아웃 음식을 수령하지 못한 행위 등 25종의 주민 행동에 신용점수 하락이 발생한다. 반면에 헌혈을 하거나 봉사활동을 하는 것은 사람의 신용 점수를 높일 수도 있다. |
| 도시 재판 | 사회 | 2017      | - 진안시는 반려견 규제를 위한 벌점제를 시행했다. 2017년 1월 1일부터 반려견 주인들은 공공장소에서 반려견의 목줄을 풀어 반려견의 뒷정리 등을 하지 않고 다른 사람을 방해할 수 있도록 한 행위로 3점을 잃는다. 견주들은 2차 가해로 3점을 더 잃는다. 이들은 3차 가해로 12점을 모두 잃으며 5년 동안 반려견 소유가 금지된다. 견주들은 반려견이 정부에 등록되지 않거나 연례 검토 결과 잘못이 발견되면 즉시 12점을 모두 잃는다. 0점 주인의 개는 주인이 관련 시 규칙에 대한 무료 강좌를 듣고 해당 시험에 합격할 때까지 정부에 의해 압수된다. - 상하이 경찰국은 2019년 개 주인의 전반적인 신용 프로필과 연결된 개 주인 범죄에 대한 포인트 시스템을 구축할 계획이었다. |
| 도시 재판 | 경영 | 2018      | I2018년 11월, 베이징에서 2018-2020년 프로그램의 추가 시행을 위한 세부 계획이 제작되었다. 이 계획에는 대중교통 이용자 블랙리스트 작성, 개인 및 기업의 신뢰도 등급 공개 등이 포함되었다. |

## 여론

### 승인
- 2018년 연구에서는 응답자의 80%가 중국의 사회 신용 시스템을 강력하게 승인하거나 승인한 반면, 1%는 반대했다.  이 연구는 베를린 자유대학교의 Genia Kostka 교수가 수행했으며 다양한 배경을 가진 2,209명의 중국 시민을 대상으로 한 지역 간 인터넷 설문조사를 기반으로 했다.[108][109]  이 연구는 "응답자 그룹 전반에 걸쳐 SCS에 대한 놀라울 정도로 높은 수준의 승인"을 발견했으며 "더 사회적으로 혜택을 받는 시민(더 부유하고 교육 수준이 높으며 도시 거주자)은 노년층과 함께 SCS에 대한 가장 강력한 승인을 보여준다"라고 밝혔다.[110]  Kostka는 논문에서 "이렇게 지식이 풍부한 시민들이 SCS의 개인 정보 보호에 미치는 영향에 대해 가장 우려할 것으로 예상할 수 있지만, 그들은 이익 창출의 틀을 통해 이를 해석하고 사회와 경제에서 정직한 거래를 장려하기 때문에 SCS를 수용하는 것처럼 보인다. 사생활 침해 대신에."[111]
- 2019년 8월, 중국국제문제연구소 보조연구원 정지에 판(Zhengjie Fan)은 블랙리스트 등 현재의 처벌 정책이 법의 한계를 넘지 않는다고 주장하는 글을 게재했다. 그는 2014년 이후 중국의 사회 신용 시스템과 시장의 신용 시스템이 서로 보완하면서[112]상호 이익이 되는 상호 작용을 형성하면서 성장했다고 주장했다.  '국경 내에서 사업하기 쉬운 국가 190개국'을 평가하는 세계 은행 그룹의 Doing Business 2019 에 따르면 중국은 전년도 78위에서 46위로 상승했으며 Fan은 사회 신용 시스템이 중요한 역할을 한다고 주장했다.

## 비판
중국 학자들은 중국의 사회적 신용을 분석하는 상당한 양의 연구를 발표했다.  2023년 현재, 대다수의 중국 장학금은 전체적으로 사회 신용의 정당성을 인정하지만, 다양한 접근 방식이나 구현 노력에 대한 수많은 비판도 있다.   여러 사례에서 사회 신용에 대한 학계의 비판이 채택되어 신화통신 과 인민일보를 비롯한 국영 언론 매체에 의해 재발행되었다.
- 2020년 5월, 중국 조사 미디어 그룹 차이신(Caixin)은 중국의 기업 사회 신용 시스템이 문제가 있는 기업 활동을 억제하는 데 충분하지 않으며 사회 신용 시스템이 기업에 유리하게 작용하기 쉽다고 보도했다.[115]
- 2019년 10월 북경대학교 법학대학원 Kui Shen 교수는 China Legal Science 에 논문을 게재하여 현재의 신용 정책 중 일부가 ' 법치 ' 또는 ' Rechtsstaat ' 에 위반되어 거주자의 법적 권리를 침해했다고 주장했다. 인권, 특히 명예권, 사생활권, 개인의 존엄성을 존중하고 보호해야 한다는 원칙을 침해하고 합리적인 처벌의 선을 넘었을 가능성이 있다.[116]
- 2019년 6월, 호주 전략 정책 연구소 의 사만다 호프만(Samantha Hoffman)은 "시스템의 적용을 받는 사람과 단체에 대한 진정한 보호는 없다... 중국에는 법치 같은 것이 없다.[117]대체로 비정치적일 수 있는 규제"라고 주장했다. 표면적으로는 중국 공산당(CCP)이 이를 정치적 목적으로 사용하기로 결정하면 정치적일 수 있다."[118][119]
- 2019년 1월, 조지 소로스(George Soros)는 사회 신용 시스템이 중국 공산당 지도자 시진핑에게 "중국 국민에 대한 완전한 통제"를 제공할 것이라고 말하면서 비판했다.
- 2018년 10월 마이크 펜스 미국 부통령은 사회 신용 시스템을 "인간 생활의 거의 모든 측면을 통제하는 것을 전제로 한 오웰식 시스템"이라고 설명하면서 사회 신용 시스템을 비판했다.[120]
- 2018년 8월, 베를린 자유대학교의 게니아 코스트카(Genia Kostka) 교수는 출판된 논문에서 "만약 [그들의] 노력이 성공한다면 공산당은 비교적 저렴하고 반대 의견을 진압할 수 있는 강력한 수단을 갖게 될 것이다. 국가가 공개적으로 (그리고 인기 없는) 강압을 사용하도록 요구한다."[121][122]
- 2017년부터 2018년까지 연구자들은 학점 시스템이 중국 인구에 대한 권위주의적 통치를 자동화하려는 정부 계획의 일부가 될 것이라고 주장했다.[123][124][125]
- 2017년 12월 휴먼라이츠워치(Human Rights Watch)는 제안된 사회 신용 시스템이 "냉담"하고 자의적인 남용으로 가득 차 있다고 묘사했다.
- 온라인 뉴스 Wired UK는 "최고인민법원의 집행 대상이 되는 부정직한 사람 목록에 비행기 표를 살 자격이 없는 사람"으로 지명되었으며 일부 기차 노선 여행, 재산 구입, 불법복제 등이 금지된 저널리스트 Liu Hu의 우려를 보도했다. 대출에서 벗어났다." 그는 이것이 "정말 무섭다... 아무에게도 보고할 수 없다. 당신은 외딴 곳에 갇혀 있다"고 말했다.[126]

## 오해
영어 대중 매체에서는 번역 오류, 선정주의, 상충되는 정보 및 포괄적인 분석 부족으로 인해 어느 정도 잘못된 보도와 오해가 있어 왔다.     이러한 대중적인 오해의 예로는 중국 시민이 시스템에서 할당한 수치 점수(사회 신용 점수)에 따라 보상과 처벌을 받고 AI가 결정을 내리며 AI가 중국 시민을 지속적으로 모니터링한다는 널리 퍼진 오해가 있다.
- 2019년 7월 Wired는 중국의 사회 신용 시스템에 대한 오해가 있다고 보도했다. 보고서는 "중국의 사회 신용 시스템에 무슨 일이 일어날 수 있는지에 대한 서구의 우려가 어떤 면에서는 이미 실제로 일어나고 있는 일에 대한 논의를 앞지르고 있다... 과장된 묘사는 또한 세계 다른 지역의 감시 노력을 경시하는 데 도움이 될 수 있다"고 주장했다. Yale University의 Jeremy Daum에 따르면 오해가 증가하는 원인은 번역 오류, 단어 사용의 차이 등이다.[135]
- 2019년 5월 Logic은 "외국 언론이 사회 신용 시스템을 중국에서 실제로 일어나고 있는 것과는 거리가 먼 기술적 디스토피아로 왜곡했다"고 주장한 Shazeda Ahmed의 기사를 게재했다. 그녀는 일반적인 오해에는 감시 데이터가 중앙 집중식 데이터베이스와 연결되어 있다는 믿음이 포함되어 있다고 지적했다. 온라인과 오프라인에서의 인간 활동에는 공제할 수 있는 실제 값이 할당되며, 중국의 모든 시민은 컴퓨터 알고리즘으로 계산된 숫자 점수를 가지고 있다.
- 2019년 3월과 2월에 MIT Technology Review는 "서구에서는 이 시스템이 매우 논란의 여지가 많으며 인권을 침해하는 AI 기반 감시 체제로 묘사되는 경우가 많다"고 밝혔다 .  그러나 잡지에서는 다음과 같이 보도했다. "많은 학자들은 사회적 신용 점수가 가정된 것처럼 광범위한 통제 효과를 갖지 못할 것이라고 주장한다. 시스템은 집행 도구라기보다는 선전 도구로 더 많이 작동한다." 그리고 "다른 사람들은 이것이 단순히 이는 좋은 도덕적 행동을 장려하는 중국 문화의 오랜 전통의 연장이며, 중국 시민들은 개인 정보 보호와 자유에 대해 완전히 다른 관점을 가지고 있다."[136]
- 2018년 11월 포린 폴리시 (Foreign Policy)는 중국 신용 시스템에 대한 오해를 불러일으킨 몇 가지 요인을 나열했다. 잠재적 요인에는 사회신용제도 프로그램의 규모와 다양성, 그에 따른 종합적인 보고의 어려움 등이 포함되었다.
- 2018년 5월 라이덴 대학의 Rogier Creemers는 중국 정부가 빅데이터와 인공지능을 활용하려는 의도에도 불구하고 SCS의 규제 방식이 상대적으로 미숙하다고 밝혔다. 그의 연구는 "... SCS를 사회 통제를 위한 완전히 통일되고 통합된 기계보다 유사한 기본 논리를 광범위하게 공유하는 이니셔티브의 생태계로 생각하는 것이 더 정확할 것이다."라고 결론지었다.
- 2018년 11월 Berggruen Institute 중국 센터 소장 Bing Song은 The Washington Post 에 서구 언론과 기관이 사회 신용 시스템의 세부 사항과 메커니즘을 잘못 보도했다고 주장하는 의견을 게재했다. 이 기사는 언론이 민간 점수 보고 메커니즘과 국가 시스템을 혼동하고 있음을 시사했다. 또 형벌은 대법원 법령에 따라 집행되지만 민간 채점업체나 정부기관은 형벌을 제정할 수 없다는 점도 지적했다. 그는 광범위한 언론 보도가 지방정부가 블랙리스트의 표적이 될 수 있다는 사실을 종종 무시하고 있으며, 채점 시스템과 그 효과가 많은 언론 기사에서 과장되었다고 주장했다. 그는 또한 중국 정부에 대한 문화적 기대와 역할이 다른 나라와 다르다고 주장했다.
- 2021년 3월, The Diplomat은 사회 신용 시스템이 오웰식 감시 시스템이라는 서구 관찰자들의 가정이 실제 생활에서 시스템의 현실과 목적을 과장한다고 언급했다. 이러한 주장에도 불구하고 사회 신용 시스템은 "1980년대 중국에 도입된 채권 발행 위험 평가 신용 등급의 확장"이며 주로 금융 위험 평가 도구의 기능을 수행한다.[137]
- 2021년 10월, 워싱턴에 본사를 둔 싱크탱크인 제임스타운 재단은 사회 신용 시스템의 기능을 조사한 후 SCS의 기능과 메커니즘에 관해 광범위한 오해가 있다는 결론을 내렸다. 싱크탱크는 알고리즘 중심의 시민 평가 시스템에 대한 잘못된 인식이 규제 집행 메커니즘과 SCS 이니셔티브의 도덕성 선전 캠페인을 혼동한 초기 분석에서 비롯된 것임을 발견했다. 게다가 정부 규제와 민간신용평가제도를 구분하지 못하는 경우도 많았다. 기업은 점수의 예측 능력을 과장되게 홍보했는데, 이는 기업 데이터 수집 및 정부의 개인 정보 접근과 관련된 서구의 불안과 우려에 공감했을 수 있다.
- 2022년에 학자 Diana Fu와 Rui Hou 는 중국의 사회 신용 시스템에 대한 시민 평가라는 기사에서 서구의 오해가 지속되고 있음을 언급하면서 "서방 언론 기사는 처음에 이 시스템을 영국 SF 시리즈 블랙 미러 의 에피소드와 비교했다. 개인의 일상 행동은 세세한 부분까지 추적되어 다른 사람과 "큰 형제" 정부에 의해 평가되었다. 그 이후로 학자와 언론인은 사회 신용 시스템에 대한 이러한 디스토피아적인 묘사를 없애려고 노력했지만 그 이미지는 계속해서 사라졌다. 특히 트럼프 행정부가 2017년과 2018년 반중 정책의 일환으로 이를 사용하기 시작한 이후에도 마찬가지다."
- 2023년에 학자인 Filip Šebok은 아마도 사회적 신용과 관련된 가장 일반적인 신화는 개인의 행동을 기록하는 단일 수치 점수가 있다는 것이라고 썼다.  :해당 점수가 존재하지 않는다.
- 학술 Vincent Brussee는 2023년 현재 "수백 개의 헤드라인에서 이 시스템에 대해 논의했지만 [사회 신용 시스템]이 무엇인지, 어떻게 작동하는지 체계적으로 분석한 사람은 거의 없다. 일부 연구에서는 시스템의 '숨막히는' 야망을 언급하고 있으며 어떤 식으로든 이러한 주장을 입증하지 않고 시스템에 들어가는 '대량의 행동 데이터' 다른 사람들은 시스템이 어떻게 보일지에 대한 가정에 의존하여 모든 사람이 사회적 신용 점수를 받고 이 점수가 공개적으로 이용 가능하다고 잘못 추측한다., 그리고 나쁜 평가는 광범위한 결과를 초래할 것이라고 말했다. 그것은 중국 속삭임 게임이 잘못된 것과 같다."

### 대중문화에서는
2021년에는 소셜 신용 시스템이 다양한 소셜 미디어 플랫폼에서 인터넷 밈으로 대중화되었다. VICE는 밈의 인기가 "인민의 자유를 제한하는 중국 정부에 대한 광범위한 불만"을 반영한다고 보고했지만 기사에서는 중국 사람들이 보상/처벌을 받는 등 SCS 메커니즘에 대한 기존의 오해와 잘못된 정보가 계속되는 추세라고 지적했다. 숫자로 된 "사회적 신용 점수"를 기반으로 한다.  이 농담은 포스터의 '사회적 신용 점수'에 긍정적 또는 부정적으로 영향을 미치는 것으로 농담을 하는 중국 정부에 대해 긍정적이거나 부정적인 것으로 제시된다.

## 다른 나라와의 비교

### 러시아
러시아인 중 약 80%가 경제 디지털화를 위한 정부의 종합 계획에 따라 10년 이내에 개인적인 성공과 실패를 기록하는 디지털 프로필을 갖게 될 것으로 알려졌다. 관찰자들은 이것을 중국의 사회 신용 시스템과 비교했지만  부총리 Maxim Akimov는 중국 스타일의 사회 신용 시스템이 "위협"이라며 이를 부인했다.

### 영국
2018년 신경제재단(New Economics Foundation)은 중국 시민 점수를 영국의 다른 평가 시스템과 비교했다. 여기에는 시민의 신용 점수, 전화 사용량, 임대료 지불 등의 데이터를 사용하여 입사 지원을 필터링하고, 소셜 서비스에 대한 액세스를 결정하고, 제공되는 광고를 결정하는 등이 포함된다.

### 미국
일부 언론 매체에서는 사회 신용 시스템을 미국의 신용 평가 시스템 과 비교했다.    Fast Company 의 Mike Elgan 에 따르면, "교통, 숙박, 통신 및 미국 시민이 서비스(보험 등)에 대해 지불하는 요금과 관련된 사회적 "특권"의 수가 증가하고 있으며 이는 기술 회사에 의해 통제되거나 기술 서비스 사용 방식에 영향을 받는다. .그리고 실리콘 밸리의 서비스 이용을 허용하는 규칙은 점점 더 엄격해지고 있다."

### 베네수엘라
2017년 베네수엘라는 중국 통신사 ZTE의 도움을 받아 "carnet de la patria" 또는 "조국 카드"로 알려진 스마트 카드 ID 개발을 시작했다.  이 시스템에는 생일, 가족 정보, 고용 및 소득, 소유한 재산, 병력, 국가 혜택, 소셜 미디어에서의 존재 여부, 정당 가입 여부, 투표 여부 등의 세부 정보를 저장하는 데이터베이스가 포함되어 있다.  베네수엘라의 많은 사람들은 이 카드가 일상생활의 모든 측면을 감시함으로써 사회적 통제를 강화하려는 시도라고 우려를 표명했다.

### 대한민국
한국과 중국은 신용 관리 시스템에서 다른 접근 방식을 가지고 있으며, 이로 인해 몇 가지 주요한 차이점이 있다.
신용 평가 기관 및 발달:
한국은 신용 평가 시스템을 비교적 일찌감치 강화하고, 개인과 기업의 신용 정보를 수집하고 평가하는 데 큰 노력을 기울이다. 이를 통해 개인의 금융 신용 스코어를 형성하며, 대표적인 신용 평가 기관인 "신용평가정보원" (CREFIA)을 활용하여 금융 기관들은 대출 및 금융 서비스의 승인 여부를 결정한다.
중국은 신용 평가 시스템을 더 최근에 개발하고 있는 단계에 있다. 중국은 기술적 발전과 함께 신용 평가를 개선하려 노력하고 있지만, 아직 초기 단계에 있으며 기존의 미국 FICO 신용 평가 시스템과는 차이가 있다.
사회 신용 시스템 (Social Credit System):
한국은 사회 신용 시스템을 중심으로 구축하지 않았다. 한국의 주요 관심사는 금융 신용 평가로, 개인과 기업의 금융 활동과 신용 이력에 중점을 두고 있다.
중국은 사회 신용 시스템을 적극적으로 개발하고 구축 중이다. 이 시스템은 개인과 기업의 금융 신용뿐만 아니라 사회적 행동, 법적 이행, 행정 규정 준수 등의 다양한 영역에서 활동을 모니터링하고 평가한다. 이러한 접근 방식은 중국의 사회 통제와 관리의 중요한 부분으로 사용되고 있으며 논란의 여지도 있다.
개인 정보 보호와 규제:
한국은 개인 정보 보호를 강화하고, 신용 정보의 수집과 사용을 규제하는 법률과 규정을 가지고 있다. 개인 정보 보호와 데이터 보안에 대한 규정 준수가 강조된다.
중국은 개인 정보 보호에 대한 규제를 강화하고 있으며, 사회 신용 시스템의 데이터 수집과 사용에 대한 규정이 더 엄격해지고 있다. 그러나 중국은 여전히 개인 정보 보호와 데이터 보안에 대한 고려사항이 있다.
신용 카드 보급률:
한국은 신용 카드 보급률이 상당히 높다. 대부분의 한국인은 신용 카드를 보유하고 사용하며, 이를 통해 개인의 신용 스코어를 형성하는 데 기여한다.
중국은 신용 카드 보급률이 상대적으로 낮다. 중국의 대부분의 소비는 현금이나 전자 지불 애플리케이션을 통해 이루어지며, 이로 인해 개인의 금융 이력을 수집하기 어려운 경우가 있다.
한국과 중국의 신용 관리 시스템 간의 차이점은 각 국가의 금융 및 사회적 환경, 법적 규제, 그리고 정부 정책과 관련이 있으며, 이러한 차이점은 각 나라의 접근 방식과 우선 순위에 반영되고 있다.